# Hemiorchis
Hemiorchis es un género de plantas con flores perteneciente a la familia Zingiberaceae. Comprende siete especies.

## Especies seleccionadas
- Hemiorchis burmanica
- Hemiorchis godefroyi
- Hemiorchis habessenica
- Hemiorchis harmandi
- Hemiorchis pantlingii
- Hemiorchis rhodorrhachis
- Hemiorchis thoreliana